# Goudji
 Goudji es un escultor y orfebre francés nacido el 6 de julio de 1941 en Borjomi, Georgia.

## Datos biográficos
Nacido en Georgia, pasó su juventud en Batumi con su padre, cirujano de hospital, su madre maestra de ciencias naturales y su hermano, dos años mayor que él.
Estudió en la Escuela de Bellas Artes de Tiblisi donde cursó desde 1958 hasta 1962 en el departamento de escultura, dejó Georgia en 1962 y se trasladó a Moscú , donde comenzó su carrera como escultor y el sueño de ser orfebre. En 1969, se casó con Katherine Barsacq, hija de André Barsacq, que trabaja en la Embajada de Francia en Moscú y se instaló en Francia en enero de 1974 después de cinco años de esfuerzos y la intervención personal del presidente Georges Pompidou. Obtuvo la ciudadanía francesa en 1978.
A su llegada a París, pudo hacer realidad su sueño y, finalmente, creó joyas y objetos decorativos de metales preciosos para distintas galerías de arte. De raíces en la cultura bizantina, después de su traslado a París, tomó el catolicismo y es un apasionado del arte cristiano primitivo, el románico y el arte gótico. Hombre de muchas culturas, desde 1986, tiene permanece muy actividad en el campo del arte contemporáneo y el arte litúrgico.
Su carrera está marcada por los encuentros con personalidades tan diversas en la URSS, como Vladímir Vysotski, Sergei Parajanov y Merab Mamardashvili o más tarde, François Mathey, François Mitterrand, Edmond Jabes, Balthus, Gao Xingjian o Juan Pablo II. 

## Distinciones

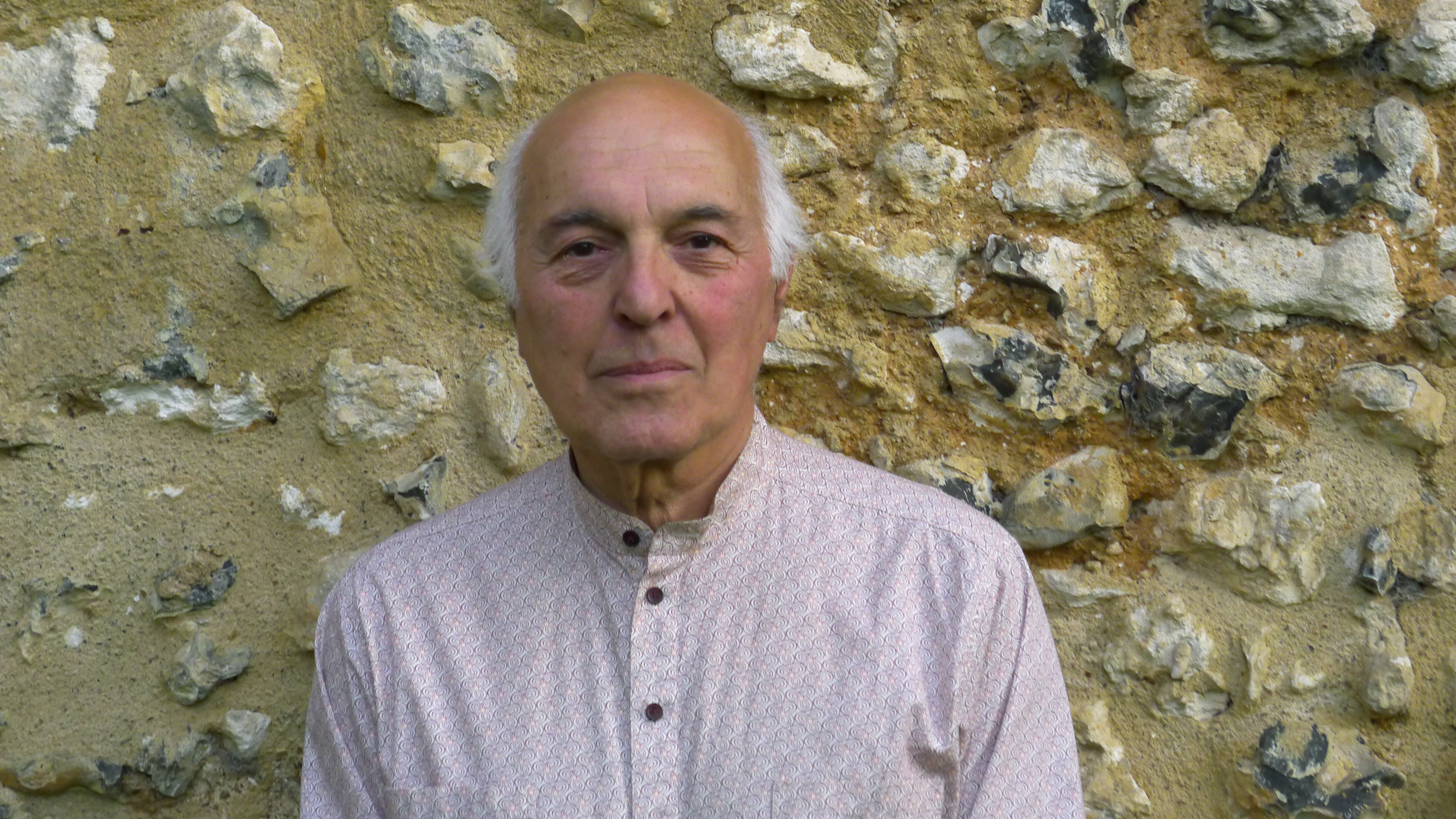
Goudji, 2011

- Caballero de la Legión de Honor (Decreto del 11 de julio de 2008)
- Oficial de la Orden de las Artes y las Letras (1996)
- Caballero de la Orden Nacional del Mérito de Francia (Decreto del 14 de noviembre de 2001)
- Comendador de la Orden del Santo Sepulcro de Jerusalén (2003)
- Caballero de la Orden de San Gregorio Magno-fr- (2007)
- electo en la Academia católica de Francia -fr-, sección Artes y Letras (nominación del 9 de diciembre de 2009)
- Orden del Toisón de Oro de Georgia (2012)